# Naomi Campbell
Naomi Elaine Campbell (Londres, 22 de maig de 1970) és una model anglesa, que ha fet d'actriu entre altres a Empire. Té ancestres africans i xinesos.

## Biografia

### Infantesa
Naomi Campbell va néixer a Streatham, Londres. La seva mare, Valerie Campbell, de descendència jamaicana, és ballarina de ballet. Naomi mai no ha trobat el seu pare, que havia abandonat la seva mare, llavors amb divuit anys, abans del seu naixement.
L'any 1982 neix el seu germanastre Richard, nascut d'una relació de la seva mare amb Clifford Blackwood.

### Formació i començaments
La primera aparició pública de Naomi Campbell data de 1978 on, amb set anys, apareix al Videoclip de la cançó Is This Love interpretada per Bob Marley.
Amb deu anys, és acceptada al Italian Conti Academy Stage School de Londres, on segueix cursos de ballet, tot estudiant a l'escola Dunraven. Amb quinze anys, mentre segueix encara els cursos de l'Italia Conti Academy, és observada al carrer mentre fa del shopping a Covent Garden per una antiga model, directora d'una agència de models. Naomi Campbell decideix ràpidament ser model i signa amb Elite Model Management.
També va estudiar a la London Academy For Performing Arts.

## Carrera

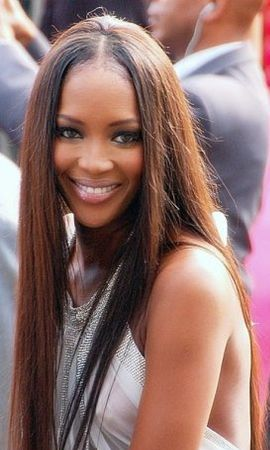
Naomi Campbell al festival de Canes 2008.

Naomi Campbell fa la seva primera coberta de revista, amb quinze anys, l'abril de 1986, a la versió britànica de la revista Elle. Amb setze anys, arriba a París i desfila amb Azzedine Alaia qui esdevé per a ella un pare de substitució; hi viurà durant tres anys, i li serà fidel durant tota la seva carrera. El desembre de 1987, és la segona model negre en una coberta de l'edició britànica de la revista Vogue, després de Donyale Luna (març 1966). No obstant això, pel seu color de pell, « les campanyes de publicitat, maquillatge i perfum se li escapen » destaca el director de clips Jean-Baptiste Mondino.
L'agost 1988, és la primera model negra a ser a la coberta de Vogue París, i serà igualment la primera a la coberta de Time (edició Europa del 18 de setembre de 1991). Pedra angular de les Supermodels, el seu èxit és immens aquells anys, en detriment del seu fort caràcter. Apareix tres vegades (1987, 1995 i 2005) al calendari Pirelli.
Apareix en més de 500 cobertes de revista, a diferents edicions internacionals de Vogue, d'Elle, i-D, Glamour, Harper's Bazaar, Interview, W, Vanity Fair, GQ... També ha aparegut en molts vídeoclips, com el de Freedom! '90 de George Michael o In the Closet de Michael Jackson (en parlarà d'altra banda molt d'aquest últim en algunes entrevistes descrivint-lo com a « professional », « tímid » i « adorable »), així com en un episodi de la sèrie anglesa Absolutely Fabulous.

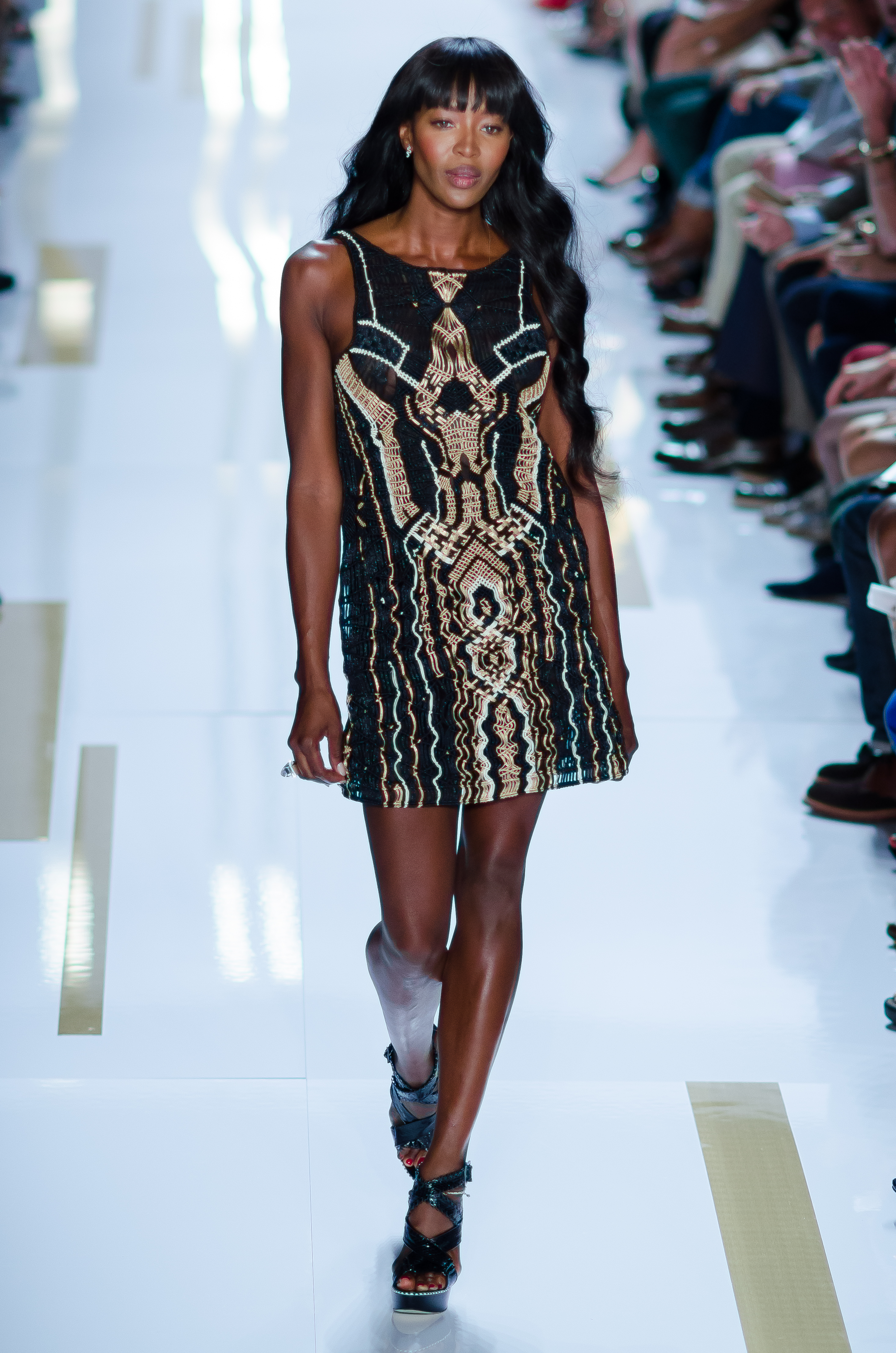
Naomi Campbell en la desfilada de moda de Diane von Fürstenberg el setembre de 2013 a Nova York.

Naomi Campbell ha estat seleccionada per la revista People com la una de les 50 persones més boniques al món l'any 1991. Ha treballat amb els més grans fotògrafs mundials com Patrick Demarchelier, Steven Meisel, Richard Avedon, Herb Ritts, Ellen von Unwerth, Mario Testino i Peter Lindbergh (per al qual posa en companyia dels altres stars top model del decenni: Cindy Crawford, Christy Turlington, Tatjana Patitz i Linda Evangelista). Ha col·laborat igualment amb els més grans estilistes: Ralph Lauren, Versace moltes vegades, Francois Nars, Dolce & Gabbana, Louis Vuitton, Vivienne Westwood i Dsquared. Ha també posat per a la gamma de llenceria d'H&M o de Victoria's Secret.
Ha posat nua per a la revista Playboy i al llibre SEX de Madonna (1992). És també coneguda per al seu fort temperament i els diaris d'escàndols relaten regularment els seus embolics amb altres celebritats com Tyra Banks o l'ex-Spice Girl, Victoria Beckham.
Participa igualment en la secta cabalistica de Philip Berg i l'any 1995, Hasbro edita una nina amb la seva efigie.
La princesa Diana Spencer va convidar Naomi Campbell, Christy Turlington i Claudia Schiffer al palau de Kensington amb la finalitat de donar una sorpresa al seu fill William.
Al final dels anys 1990, mentre les seves antigues companyes models es casen i la moda evoluciona de les supertops al look minimaliste i grunge mode Kate Moss (amb la qual no obstant això és amiga), Naomi Campbell continua ocupant els podis i els estudios de fotografia.
Des de 2013 és jurat en diverses versions de l'emissió The Face als Estats Units, al Regne Unit i a Austràlia.

### Diversificació
Paral·lelament a la seva carrera de model, Naomi Campbell ha desenvolupat noves activitats i participat en molts projectes humanitaris en col·laboració amb Nelson Mandela (el va conèixer al començament dels anys 1990, oferint el salari d'una sessió de fotos al Congrés Nacional Africà; participen després junts en viatges humanitaris), el Dalai-lama i la UNESCO.
Igualment s'ha implicar en la lluita contra la SIDA, pels orfes de Kenya i els refugiats sirians, la reconstrucció d'Haití, contra el assetjament sexual o per al moviment Time's Up. Amb Iman i Bethann Hardison, crea la Diversitat Coalició, qui pretén defensar una millor representació de les dones de color al món de la moda. Participa igualment en desfilades caritatives amb la seva organització Fashion for Relief.

#### Cançó
L'any 1994, Naomi Campbell va treure un àlbum, Baby Woman, que ven més d'un milió d'exemplars al Japó sobretot, però és un fracàs a la resta del món. És igualment castigada per la crítica.

#### Cinema
Ha participat en una quinzena de films. El seu físic hauria inspirat el del personatge de Pocahontas dels estudis Disney. L'any 2015, actua a la sèrie Empire signada pel productor Lee Daniels.
L'any 2018, serà al cartell del film I Feel Pretty, al costat de Michelle Williams, Amy Schumer, Emily Ratajkowski i Rory Scovel.
https://www.imdb.com/title/tt6791096/

#### Edició
Naomi Campbell ha cosignat la novel·la Swan, que rep crítiques tèbies i és un fracàs comercial, així com un llibre de fotografies titulat Naomi.

#### Entrevista
Ha entrevistat el president rus Vladímir Putin i el de Veneçuela Hugo Chavez per GQ (revista i l'alcalde de Londres Sadiq Khan per Vogue.

### Daily Mirror
El febrer de 2001, al The Daily Mirror es publiquen fotos de Campbell sortint d'un centre de desintoxicació de Londres. La top model ataca el diari per difamació i, després d'un procés memorable, el guanya. El Daily Mirror li paga 3500 £ d'indemnització i 350000 £ de cost del judici.

### Diamants de Charles Taylor
L'agost de 2010, Naomi Campbell és cridada a testificar en el procés de Charles Taylor, l'ex-president del Libèria perseguit per crims de guerra i crims contra la humanitat. A l'audiència explica la seva trobada amb Charles Taylor i com ha rebut alguns « petits diamants »: 
| « | estava dormint, han picat la meva porta i he obert. I dos homes eren allà i m'han donat una petita bossa i han dit: 'Un regal per vostè'. […] He obert la petita bossa l'endemà al matí. He vist algunes petites pedres, tot de petites pedres d'aspecte brut. | » |

 Naomi Campbell diu haver parlat d'aquest regal amb la seva agent Carole White i amb l'actriu Mia Farrow, l'endemà.
Afirma també haver-se desfet dels diamants en benefici d'obres caritatives, versió corroborada per un responsable de la fundació Nelson Mandela a on han estat enviats. El seu testimoniatge és aclaparador per l'ex-president Charles Taylor i confirma el seu tràfic de diamants a favor del tràfic d'armes per alimentar la guerra d'alliberament de Sierra Leone als anys 1990.

### Altres polèmiques
Després d'haver tirat un telèfon sobre el cap d'una ajudant i un altre sobre una cambrera, es baralla amb fotògrafs i agents de seguretat de l'aeroport de Londres-Heathrow, que li prohibeixen l'accés a un avió. El 2007, és condemnada a diversos dies de treballs d'interès general. Arribant vestida de Dolce & Gabbana per purgar la seva pena, transforma aquest episodi en sessió de fotos per a la revista W. Declara a aquest mitjà de comunicació: 
| « | imagino que s'ha volgut humiliar-me posant-me al departament d'higiene, però és un error. El meu objectiu és fer la meva feina, amb el cap ben alt i viure una experiència | » |

.
El 2012, mentre va al domicili parisenc d'Azzedine Alaïa, és agredida; els seus assaltants la seguien des de l'aeroport.

### Vida privada
La premsa li ha atribuït relacions amb moltes personalitats com ara Robert De Niro, Mike Tyson, Adam Clayton del grup U2, Sergio Marone, Flavio Briatore, Usher, Terrence Howard, Eric Clapton, Guy Laliberté i Lenny Kravitz.
En parella des de 2008 amb l'empresari immobiliari rus Vladislav Doronin, se separen l'any 2013. Des de 2016, és en parella amb el rapper anglès Skepta, que ha conegut en la Fashion Week anglesa. Van sortir a la portada del mes d'abril 2018 de la revista GQ UK.

## En la cultura popular
L'afer dels diamants de sang ha inspirat la cançó Naomi estima a Babx (sortida l'any 2013).

## Filmografia

### Films
- 1991: Cool: Ice de David Kellogg: una cantant al club
- 1993: The Night We Never Met de Warren Leight: French Cheese Shopper
- 1994:  Prêt-à-porter de Robert Altman: ella mateixa
- 1995: Miami Rhapsody de David Frankel: Kaia
- 1995: To Wong Foo Thanks for Everything, Julie Newmar de Beeban Kidron: Girl
- 1996: Girl 6 de Spike Lee: noia 75
- 1996: Intimitat assetjada (Invasion of Privacy) d'Anthony Hickox: Cindy Carmichael
- 1997: Any Alan Smithee Film d'Arthur Hiller: una préposée
- 1999: Trippin' de David Raynr: Naomi Shaffer
- 1999: Prisoner of Love de Steve DiMarco: Tracy
- 2002: Ali G Indahouse de Mark Mylod: ella mateixa
- 2004: Fat Slags: l'ajudant de vendes Ed Bye
- 2009: Karma, Confessions and Holi de Manish Gupta : Jennifer
- 2010: Beyond the Road de Charly Braun: ella mateixa
- 2016: Zoolander 2 de Ben Stiller: ella mateixa
- 2018: I Feel Pretty d'Abby Kohn i Marc Silverstein: Helen